# Internetagentur
Eine Internetagentur (auch Webagentur) ist ein auf Dienstleistungen spezialisiertes Unternehmen, welches im Auftrag von Kunden die Konzeption, Gestaltung, Programmierung und Pflege von Websites, Blogs und anderen digitalen Kommunikationskanälen übernimmt.
Die Aufträge variieren stark in ihrer finanziellen und zeitlichen Größenordnung und können sowohl projekt- als auch etatweise vergeben werden – oft erst nach einem Agenturpitch. Neben großen Agenturen (mehr als 50 Mitarbeiter, z. T. angebunden an internationale Agenturnetzwerke) gibt es eine Vielzahl von Kleinstunternehmen, die z. T. nur in Nebentätigkeit betrieben werden.

## Spezialisierung und Services
Verschiedene Internetagenturen können sich auf bestimmte Bereiche spezialisieren, wie z. B. Webdesign, E-Commerce-Lösungen, Social Media Management oder digitale Strategieberatung. Einige Agenturen bieten Full-Service-Dienstleistungen an, die alle Aspekte der Online-Präsenz abdecken, während andere sich auf Nischenbereiche konzentrieren.
Weitere Unterscheidungs- und damit für den Kunden auch Entscheidungsmerkmale, sind – neben der Qualität der Arbeit – Umfang und Tiefe der Beratung, das zur Verfügung stehende Know-how sowie schließlich der Preis (bzw. das Honorar).
Internetagenturen entwickeln online-orientierte Marketing- und Geschäftskonzepte, die über die reine Website-Gestaltung deutlich hinausgehen können. Themen sind dann u. a. Content-Management-Systeme, Online-Shops, Newslettersysteme, Webcontrolling und Integration von externen Datenbeständen, wie Produkt-, Mitglieder- oder Kundendatenbanken.
Oft setzen Internetagenturen den online-bezogenen Teil von integrierten Marketing-Konzepten um oder übernehmen spezialisiertere Aufgaben, wie z. B. Online-Vermarktung, Suchmaschinenmarketing, Suchmaschinenoptimierung und Mobile-Marketing.

## Trends und Zukunft der Internetagentur
In jüngerer Zeit haben sich Trends wie die verstärkte Nutzung von künstlicher Intelligenz, Virtual Reality und personalisiertem Marketing in der Branche entwickelt. Die Anpassung an sich ändernde Technologien und Kundenbedürfnisse bleibt ein Schlüsselelement im Erfolg von Internetagenturen. Die fortschreitende Digitalisierung eröffnet neue Möglichkeiten und Herausforderungen für die Branche, wodurch der Bedarf an spezialisierten Dienstleistungen weiter wächst.
Ein Ranking der deutschen Internet-Fullserviceagenturen („Internetagentur-Ranking“ (IAR), früher: „Newmedia-Serviceranking“ (NMSR)) wird jedes Jahr vom BVDW sowie den Fachmedien iBusiness, Horizont sowie Werben & Verkaufen veröffentlicht.